# Delminichthys jadovensis
Delminichthys jadovensis là một loài cá vây tia thuộc họ Cyprinidae.
Loài này chỉ có ở Croatia.
Môi trường sống tự nhiên của chúng là suối nước ngọt và carxtơ nội địa.
Chúng hiện đang bị đe dọa vì mất môi trường sống.